# Rudolf (Sagan)
Rudolf von Sagan (* zwischen 1411 und 1418; † 18. September 1454 in Konitz) war Herzog von Sagan und Söldnerführer des Deutschen Ordens, für den er in der Schlacht bei Konitz fiel. Er entstammte dem Glogauer Zweig der Schlesischen Piasten.

## Leben
Rudolf war der zweitgeborene Sohn des Herzogs Johann I. von Sagan und der Scholastica von Sachsen-Wittenberg (1391–1463), einer Tochter des Kurfürsten Rudolf III.
Rudolf war, wie auch sein Vater und seine Brüder Balthasar und Johann II., Heerführer des Deutschritterordens. Nach dem Tode des Vaters 1439 übernahm er zusammen mit dem ältesten Bruder Balthasar, dem zugleich die Vormundschaft über die jüngeren Brüder Wenzel und Johann oblag, die Regentschaft über das Herzogtum Sagan. Nach der 1449/50 erfolgten Teilung erhielt Rudolf zusammen mit seinem Bruder Balthasar den Saganer Anteil. Zudem mussten sie sich verpflichten, für die finanzielle Ausstattung ihrer verwitweten Mutter und ihrer Schwestern zu sorgen. Dagegen erhielt der jüngste Bruder Johann II. das Priebuser Land, das erst seit 1413 zum Herzogtum Sagan gehörte. Er wurde verpflichtet, für den drittgeborenen Bruder Wenzel aufzukommen, der an einer Behinderung litt. Da sie nur über ein bescheidenes Einkommen verfügten, mussten Rudolf und seine Brüder Balthasar und Johann II. in fremde Kriegsdienste eintreten. Zudem schlossen sie in Fortsetzung der Politik ihres Vaters 1446 ein Schutz- und Trutzbündnis mit dem Kurfürsten Friedrich II. von Sachsen.

## Bruderzwist um das Erbe
1454 kämpfte Rudolf im damals beginnenden Dreizehnjährigen Krieg für den Deutschen Orden und fiel am 17. September in der Schlacht bei Konitz. Er war nicht verheiratet und hinterließ keine Nachkommen. Es ist nicht bekannt, wo sein Leichnam bestattet wurde. Sein Saganer Anteil fiel dem älteren Bruder Balthasar zu. Da der jüngste Bruder Johann II. mit dieser Erbfolge nicht einverstanden war, kam es nachfolgend zu kriegerischen Auseinandersetzungen zwischen diesen beiden Brüdern, die 1472 zum Tod Balthasars führten.